# Top Race NOA
A Top Race NOA era um campeonato de turismo disputado na Argentina entre 2013 a 2015. Se tratava de uma categoria regional criada com base na Top Race Junior, que havia sido encerrada em 2013, sendo a categoria, oficialmente lançada no segundo semestre de 2013. A Top Race NOA inicialmente disputava suas etapas no noroeste argentino, porém, pouco tempo depois, a categoria começou a receber muitos pilotos de outras regiões da Argentina, acabando por adotar um calendário nacional e também, o nome de Top Race Junior em 2016.

## História

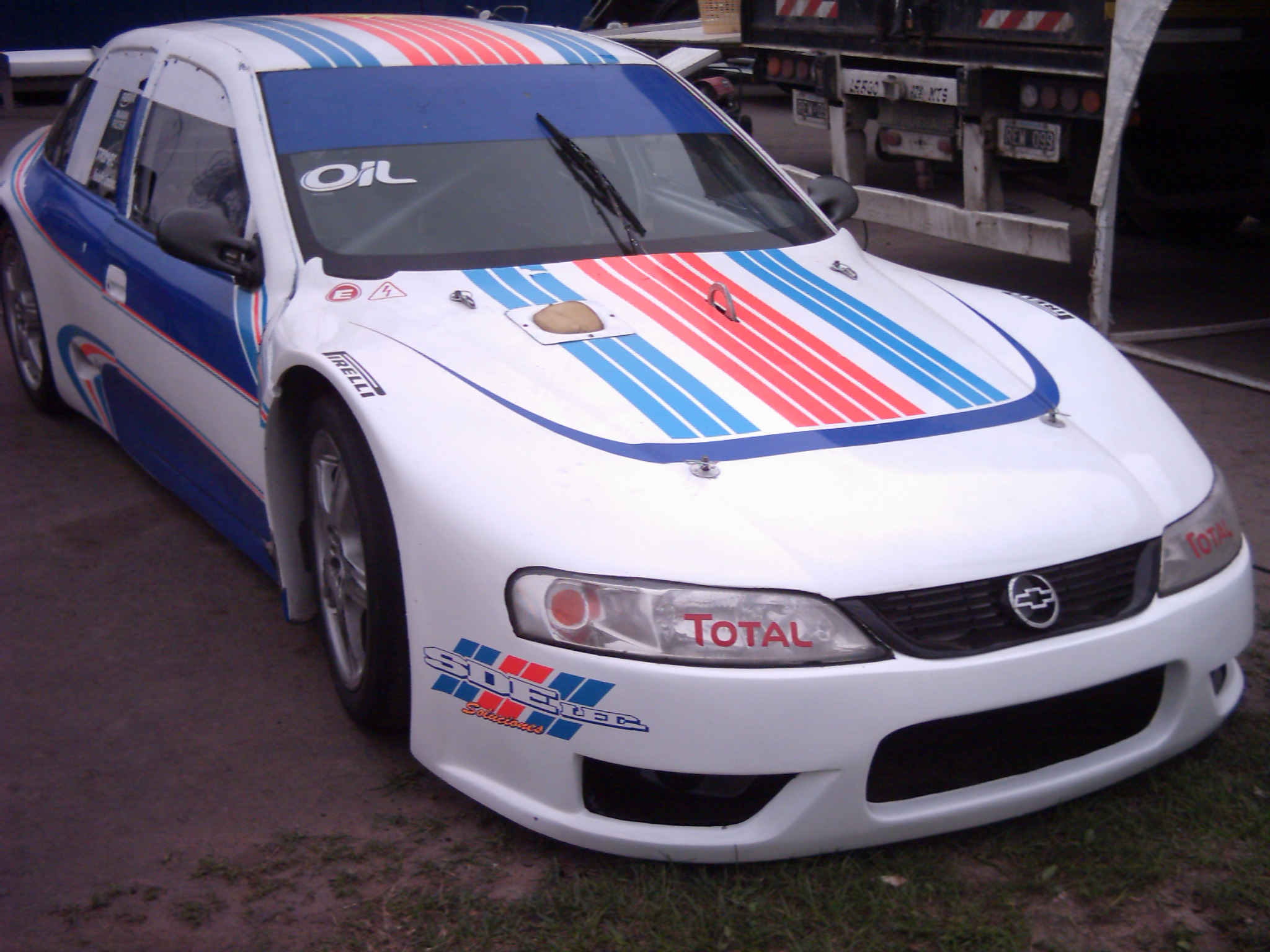
Chevrolet Vectra da Top Race Junior (utilizada pela Top Race NOA logo após)

Em 2011, com o objetivo de gerar um espetáculo mais tecnológico, a Top Race anunciou uma reformulação da categoria principal, a Top Race V6. Dessa maneira, a categoria contaria com novos carros, com os antigos carros da TRV6 iriam para a Top Race Series e os antigos carros da TR Series iriam para a nova Top Race Junior.
Com essa situação e observando o funcionamento da Top Race Junior, Marcos Vazquéz, piloto e diretor da equipe SDE Competición, iniciou tratativas com a organização da Top Race para propor a criação de uma categorial regional, mais acessível e com a finalidade de promover novos talentos do automobilismo argentino, principalmente na região do noroeste argentino. Dessa forma, a organização da Top Race e a SDE Competición fecham um acordo em 2012 para a aquisição de algumas unidades de carros da Top Race Junior para a criação dessa nova categoria regional, chamada de Top Race NOA (NOroeste Argentino).

### Lançamento

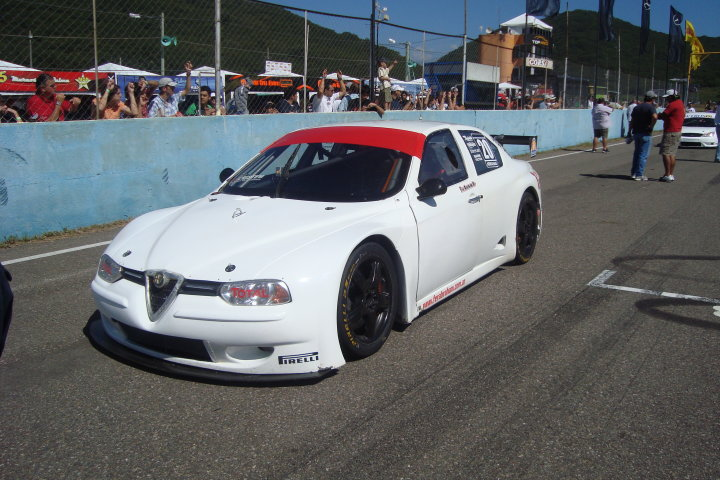
Alfa Romeo 156 da Top Race NOA

Apesar do acordo e do lançamento da categoria em 2012, a organização teve que esperar até 2013 para lançar sua primeira temporada oficial. Nessa temporada, a Top Race havia iniciado sua temporada com suas três categorias: Top Race V6, Top Race Series e Top Race Junior. Porém, a organização passava por problemas, devido a crise econômica.
Ao mesmo tempo, a Top Race Junior passava por uma crise própria, em seu grid, não conseguindo reunir mais de dez pilotos em cada etapa, o que gerava somente mais perdas financeiras para a organização da categoria. Devido a tudo isso, a organização decidiu encerrar a Top Race Junior e fundir a categoria com a Top Race NOA. A última etapa da Top Race Junior aconteceu em 26 de maio de 2013 em Junín , logo após, o grid da categoria seria absorvido pela SDE Competición, sendo destinado para a nova categoria.
Com os carros em mãos, a SDE Competición iniciaria seu projeto e, no dia 21 de julho de 2013, seria oficialmente apresentada a Top Race NOA, com sua primeira etapa no Autódromo Termas de Rio Hondo vencida por Pablo Ortega, pilotando um Ford Mondeo, seguido por Sebastián Gurrieri e Eduardo Maidana. As seis etapas subsequentes foram todas em Termas de Río Hondo, terminando com Eduardo Maidana como campeão.

### Temporadas Subsequentes

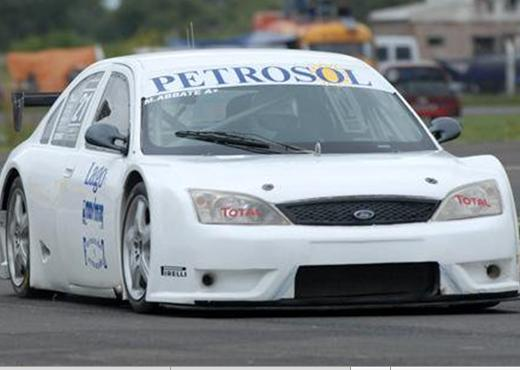
Ford Mondeo da Top Race NOA

Após o titulo de Maidana em 2014, a categoria teve sua primeira grande temporada, tendo 10 etapas em vários circuitos além de Termas de Rio Hondo, como o Autódromo Martín Miguel de Güemes, em Salta, ou o Autódromo Ciudad de La Rioja, em Rioja. Nessa temporada, começaram a surgir diferentes situações que botaram em xeque a administração da categoria e foram objeto de questionamentos por parte dos pilotos e do público. Da mesma forma, as dez etapas foram disputadas, sagrando como campeão Peter Olaz.
Na temporada de 2015, o panorama se mostrava o mesmo: grid instável, pilotos convidados que não marcavam pontos e uma organização que não facilitava a vida dos competidores. Em meio a isso, começava o plano de renovação da categoria, trocando os antigos carros por novos carros, com bolhas baseadas no Fiat Linea, com decalques identificando os modelos diferentes. Dessa maneira, as onze etapas foram disputadas, sagrando Juan Ortega como campeão.
Após essa temporada, a organização nacional da Top Race começou a ventilar a possibilidade de incluir a NOA no calendário nacional da categoria para poder melhorar a condição da categoria. Após essa possibilidade acontecer e duas etapas serem disputadas, a organização decidiu renomear a categoria como Top Race Junior, devido a mesma ter se tornado uma categoria nacional.

## Modelos Homologados
Em suas duas primeiras temporadas, a Top Race NOA tinha os mesmos carros que foram utilizados pela Top Race Junior, na qual contava com os seguintes modelos homologados:
- Alfa Romeo: Alfa Romeo 156
- Chevrolet: Chevrolet Vectra
- Fiat: Fiat Linea
- Ford: Ford Mondeo

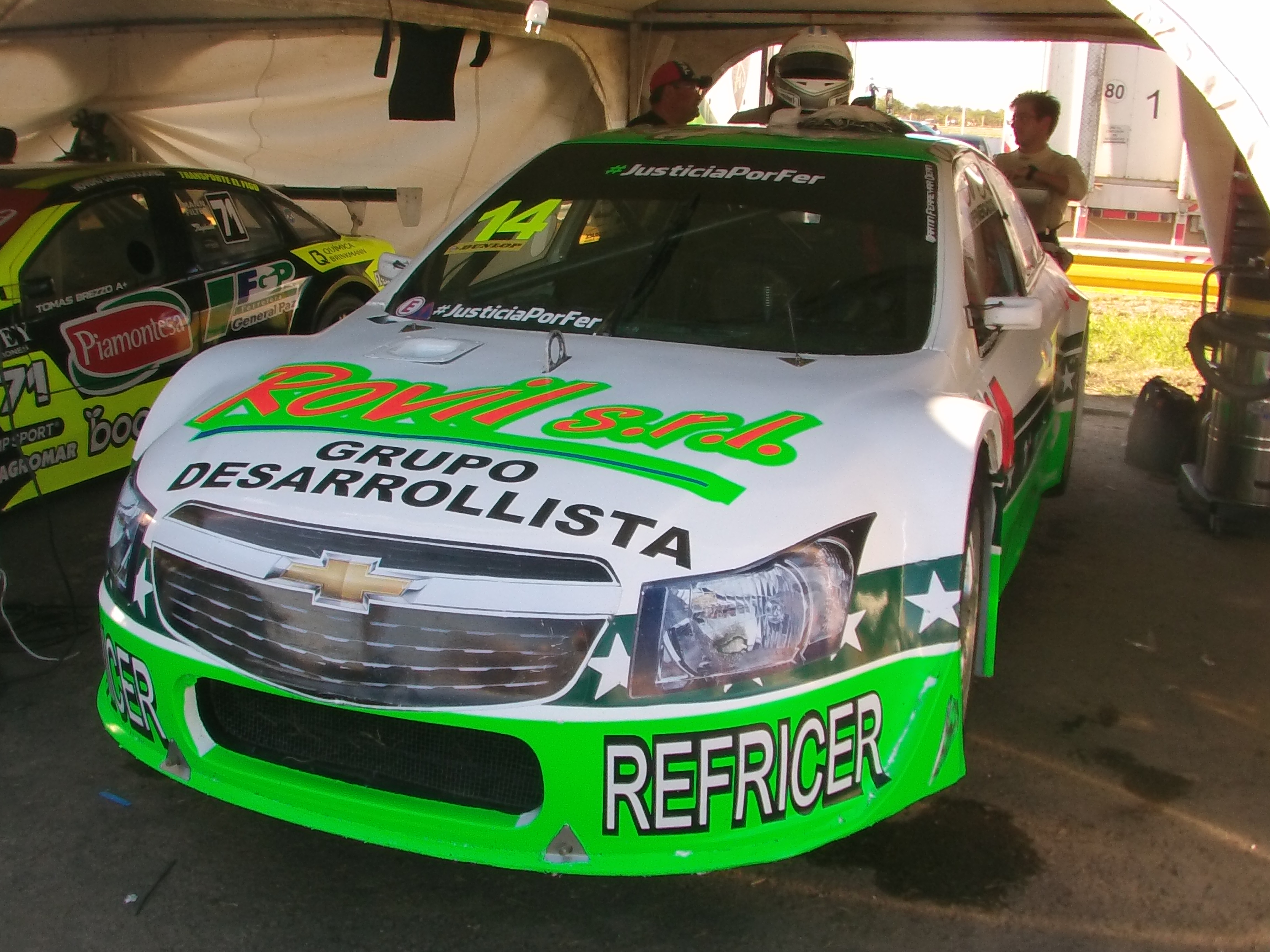
Protótipo NOA com a bolha do Chevrolet Cruze

A partir da temporada de 2015, a categoria decidiu reformular seus carros, com a implementação de uma bolha genérica nomeada "Protótipo NOA", baseada nas linhas gerais do Fiat Linea, porém, permitindo a identificação com outras marcas e modelos a partir de decalques identificadores que imitem a grande e faróis de modelos de produção, como:
- Audi: Audi S6
- Chevrolet: Chevrolet Cruze
- Fiat: Fiat Linea
- Mercedes-Benz: Mercedes-Benz CLA
- Toyota: Toyota Corolla

## Campeões
| Temporadas | Campeões        | Carro       |
| ---------- | --------------- | ----------- |
| 2013       | Eduardo Maidana | Ford Mondeo |
| 2014       | Peter Olaz      | Ford Mondeo |
| 2015       | Juan Ortega     | Audi S6     |

## Ver Também
- Top Race V6
- Top Race Series
- Top Race Junior